# Christian Deuza
Christian Deuza, né le 3 janvier 1944, est un gymnaste artistique français.
Il est sacré champion de France du concours général de gymnastique artistique en 1965 et 1970.
Il participe aux épreuves de gymnastique aux Jeux olympiques d'été de 1968 à Mexico, terminant 65e au concours général individuel, et aux Jeux olympiques d'été de 1972 à Munich, obtenant une 13e place par équipes.